# Александро-Невский монастырь (Маклаково)
Александро-Невский монастырь — действующий женский монастырь Сергиево-Посадской епархии Русской православной церкви, расположенный в деревне Маклаково Талдомского района Московской области.

## История
Александровский общежительный женский монастырь был основан в 1892 году купцом Иваном Даниловичем Бачуриным в память о чудесном спасении императора Александра III и его семейства в катастрофе 17 октября 1888 года. В 1893 году при женской общине появилась церковно-приходская школа и богадельня на пять кроватей.
4 сентября 1895 года по указу Святейшего Синода была официально утверждена женская община, основанная в сельце Маклаково Калязинского уезда Тверской губернии. А к 1897 году был выстроен Александро-Невский собор с двумя приделами. В монастыре находилась особо чтимая икона Божией Матери «Утоли Моя Печали», принесённая со Святой горы Афон.
В 1899 году скончался основатель, строитель и главный жертвователь обители купец Иван Данилович Бачурин.
В 1906 году Александровская женская община была преобразована в монастырь. По переписи 1913 года в монастыре было: монахинь — 8 человек, рясофорных послушниц — 50 человек, послушниц живущих на испытании — 60 человек. Сестры исполняли следующие послушания: клиросное пение, чтение Псалтири, печение просфор, шитье церковных облачений, крестьянские полевые работы.
В 1923 году монастырь был закрыт советскими властями. В помещениях монастыря размещались больница, школа, почтовое отделение, жильё

### Возрождение монастыря
1 марта 1996 года Священный синод Русской православной церкви благословил открытие Александровского женского монастыря в селе Маклаково Талдомского района Московской области и назначил насельницу Ново-Голутвина монастыря монахиню Елизавету (Семёнову) настоятельницей.
25 марта 1996 года матушка Елизавета и несколько сестёр Ново-Голутвина монастыря приехали в село Маклаково возрождать Александровскую обитель. Как и большинство храмов и монастырей этого времени, обитель Святого Александра Невского лежала в руинах. Главный храм монастыря — собор Святого Александра Невского — стоял без крыши, а его пол представлял собой огромный котлован, в котором стояла вода.
В 2000 году митрополитом Крутицким и Коломенским Ювеналием было принято решение о создании подворья монастыря при Троицкой церкви в селе Внуково Дмитровского района Московской области. В 2011 году внуковская церковь вновь была преобразована в приходскую.
В 2001 году был построен и освящён деревянный храм в честь иконы Божией Матери «Утоли Моя Печали», где трудами сестёр монастыря по проекту матушки Елизаветы был создан иконостас, сочетающий роспись по дереву и керамический декор.
К 2006 году главный собор Святого благоверного князя Александра Невского был полностью восстановлен, и 12 сентября митрополитом Крутицким и Коломенским Ювеналием были освящены три его престола.
Монастырь полностью преобразился, было построено здание трапезной, обитель обнесена оградой, разбиты цветники и газоны, территория монастыря стала живописным парком.
В 2013 году был восстановлен домовый храм в честь святых мучениц Веры, Надежды, Любови и Софии, где также создан мозаичный иконостас с элементами керамики.

## Монастырские храмы

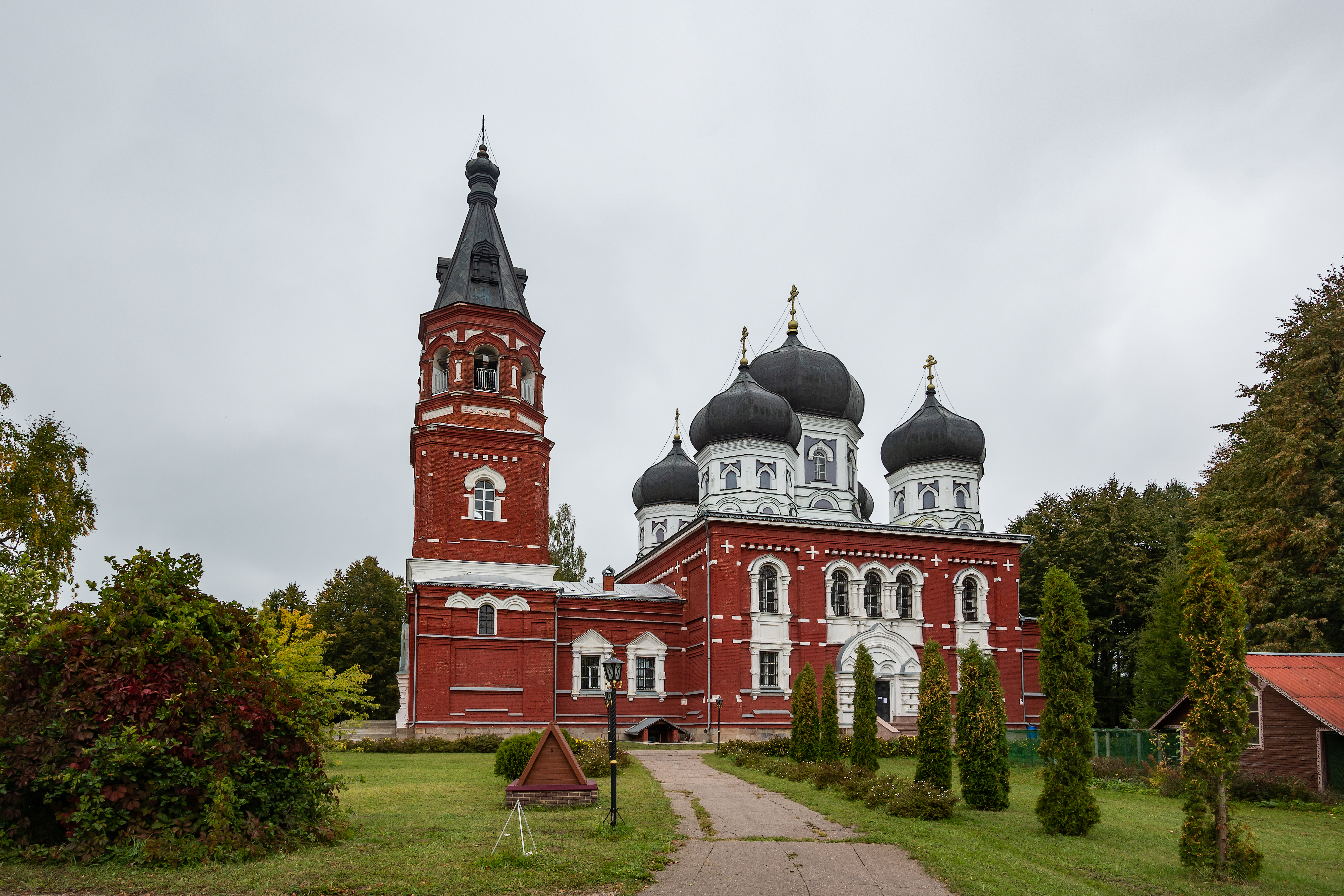
Собор св. блгв. кн. Александра Невского

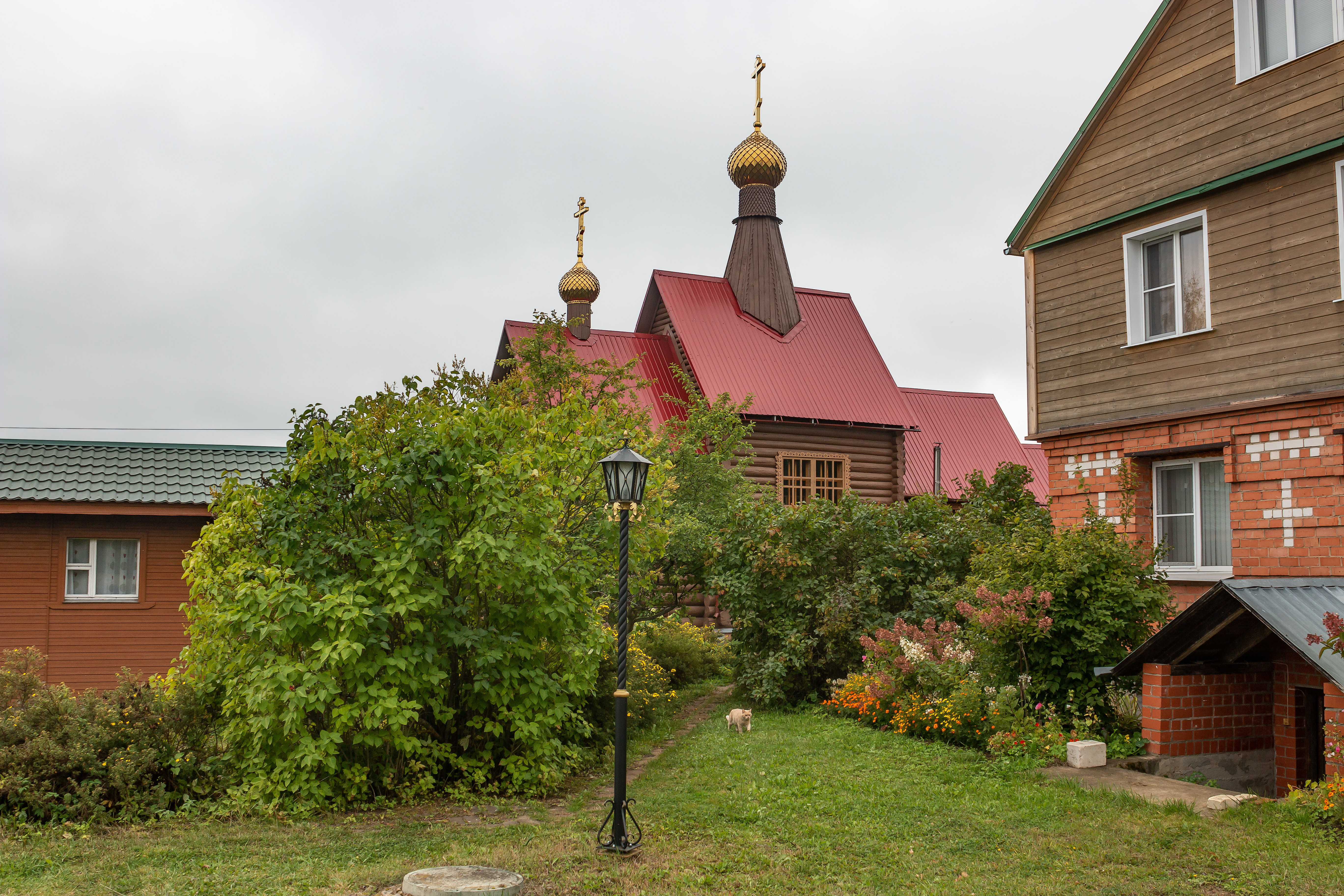
Деревянный храм в честь иконы Божией Матери «Утоли Моя Печали»

- Собор св. блгв. кн. Александра Невского с двумя придела: во имя свт. Николая Чудотворца, и во имя прп. Иоанна Лествичника (1897 год);
- Домовый храм свв. мчч. Веры, Надежды, Любови и матери их Софии (1903 год);
- Деревянный храм в честь иконы Божией Матери «Утоли Моя Печали» (2001 год).

## Настоятельницы
Начальницы Александровской общины
- монахиня Адриана (1896—1897)
- монахиня Измарагда (1897—1906)

Настоятельницы Александровского монастыря
- игуменья Измарагда (1906—1923)
- игуменья Елизавета (Семенова) (1 марта 1996 — 11 августа 2014)
- монахиня Тамара (Гончаренко) (с 20 августа 2014 года) вр.и. о.[1]